# Lethrus aequidentatus
Lethrus aequidentatus is een keversoort uit de familie mesttorren (Geotrupidae). De wetenschappelijke naam van de soort werd in 1968 gepubliceerd door Nikolajev.